# Liste von Igelbrunnen
In dieser Liste sind Igelbrunnen aufgeführt, also Brunnen im öffentlichen Raum, die Igel zum Thema haben.
| Bezeichnung                | Bild           | Standort                                    | Künstler                          | Errichtung Einweihung | Weitere Informationen                                                                          |
| -------------------------- | -------------- | ------------------------------------------- | --------------------------------- | --------------------- | ---------------------------------------------------------------------------------------------- |
| Has'- und-Igel-Brunnen     | weitere Bilder | Buxtehude, Lange Straße (Lage)              |                                   |                       |                                                                                                |
| Voss- und Swinegel-Brunnen | weitere Bilder | Güstrow, Ecke Linden-/Bleicherstraße (Lage) | Wilhelm Wandschneider (1866–1942) | 1908                  | errichtet zu Ehren von John Brinckman (1814–1870); siehe auch Liste der Baudenkmale in Güstrow |
| Igel mit Schlange          |                | Köln-Deutz, Rheinpark                       | Fritz Bernuth (1904–1979)         | 1960                  | siehe auch Kölner Brunnen#Deutz und Rheinpark (Köln)                                           |